# Leoncio Basbaum
Leoncio Basbaum (Recife, Pernambuco, 1907 – 1969) ukrajnai zsidó származású brazil író és történész. Már érettségizése után csatlakozott a Brazíliai Kommunista Párthoz, amelynek élete végéig tagja volt. Egyik legfontosabb műve a brazil történelmet marxista szemszögből bemutató História Sincera da República.